# Lloyd's mirror
Lloyd's mirror is een klassiek optisch experiment.
Dit experiment bewijst het effect dat een optische bron net onder het wateroppervlak constructieve en destructieve interferentie genereert tussen het directe pad en reflecterende paden naar een ontvanger.
Dit effect werd voor het eerst in 1837 beschreven op basis van een experiment met een lichtbron door Humphrey Lloyd.